# Бэр (река)
Бэр (англ. Bear River) — река на юго-западе штата Вайоминг, юго-востоке штата Айдахо и северо-востоке штата Юта. Длина составляет 760 км; площадь бассейна — 18 197 км². Средний расход воды в 6 км выше устья составляет 68 м³/с. Впадает в Большое Солёное озеро.

## Описание

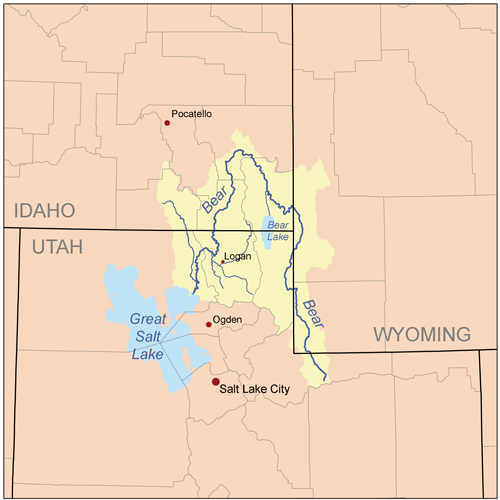
Карта бассейна реки Бэр

Берёт начало на северо-востоке штата Юта, на юге округа Саммит, на северной оконечности хребта Юинта, в южной части округа Саммит. Собственно река под названием Бэр начинается от слияния двух притоков — Хайден-Форк и Стиллуотер-Форк. Река Хайден-Форк берёт начало к северу от перевала Хайден и к западу от горы Хайден-Пик. Исток Стиллуотер-Форк находится на плато Мидл-Бейсин, окружённом горами Хайден-Пик, Агасис и Сприд-Игл-Пик, высота которого составляет около 3000 м.
От слияния рек Хайден-Форк и Стиллуотер-Форк водоток течёт в северном направлении через юго-западный угол штата Вайоминг, протекает через город Эванстон (округ Юинта) и поворачивает на северо-запад, в округ Бэр-Лейк штата Айдахо. В городе Сода-Спрингс река резко поворачивает на юг, течёт через долину Каш и вновь выходит на территорию штата Юта, где протекает через города Корниш и Ньютон. Здесь же на реке располагается водохранилище Калтер, где она принимает приток Литл-Бэр. Далее река течёт через долину Бэр-Ривер, принимает приток Малад и впадает в залив на северо-востоке Большого Солёного озера, примерно в 16 км к юго-востоку от города Бригем-Сити. На всём своём течении река Бэр делает огромную петлю в виде перевёрнутой буквы U, огибая с севера горный хребет Уосатч.
Раньше Бэр была притоком реки Снейк, однако лавовые потоки в далёком геологическом прошлом вынудили реку повернуть к северу от города Сода-Спрингс и течь в южном направлении, впадая в тогдашнее крупное озеро Бонневилл, реликтами которого сейчас являются озеро Большое Солёное и ряд других небольших озёр Невады.

## История
До прихода европейцев долину реки населяли шошоны. Первые трапперы из Компании Гудзонова залива начали проникать в данный регион с севера, из бассейна реки Снейк, в 1812 году. В 1843 году бассейн реки исследовал Джон Фримонт. Мормонская тропа пересекала реку Бэр к югу от Эванстона, а Калифорнийская и Орегонская тропы следовали вдоль реки на протяжённом участке, где она течёт на север по территории штата Вайоминг вплоть до Форт-Холл в штате Айдахо. В 1840-е годы в долине Каш обосновались мормоны. 23 января 1863 года армия США напала на деревню шошонов в долине Каш, убив многих её жителей. Данные события сегодня широко известны как Резня на реке Бэр.

## Использование
В нижнем течении воды реки активно используются для орошения сельскохозяйственных угодий. Нижние 16 км течения реки Бэр являются территорией птичьего заповедника Бэр-Ривер.